# Ribeira de Ceife
A ribeira de Ceife é uma ribeira portuguesa, que nasce a norte da vila de Penamacor e desagua no Pônsul.